# Moftinu Mare
Moftinu Mare (węg. Nagymajtény) – wieś w Rumunii, w okręgu Satu Mare, w gminie Moftin. W 2011 roku liczyła 900 mieszkańców. 